# DD 1852 Den Haag
DD 1852 Den Haag, pełna nazwa Koninklijke ′s-Gravenhaagsch Schaakgenootschap Discendo Discimus – holenderski klub szachowy z siedzibą w Hadze, sześciokrotny mistrz kraju.

## Historia
Klub powstał w 1852 roku. DD uczestniczył w pierwszej edycji mistrzostw Holandii, zajmując czwarte miejsce; zawodnikami klubu byli wówczas m.in. Jan Willem te Kolsté i Alexander Rueb. Klub sześciokrotnie (1928, 1932, 1934, 1937, 1954, 1956) zdobył mistrzostwo Holandii. W 1952 roku otrzymał tytuł królewski. Długoletnim członkiem klubu był Johannes Hendrikus Donner. W 1993 roku klub po raz ostatni występował w Hoofdklasse. W 2015 roku zespół zadebiutował w Drużynowych Mistrzostwach Świata Seniorów, zajmując 15. miejsce. Dwa lata później klub zajął dziewiątą pozycję w tych rozgrywkach.